# Gitter

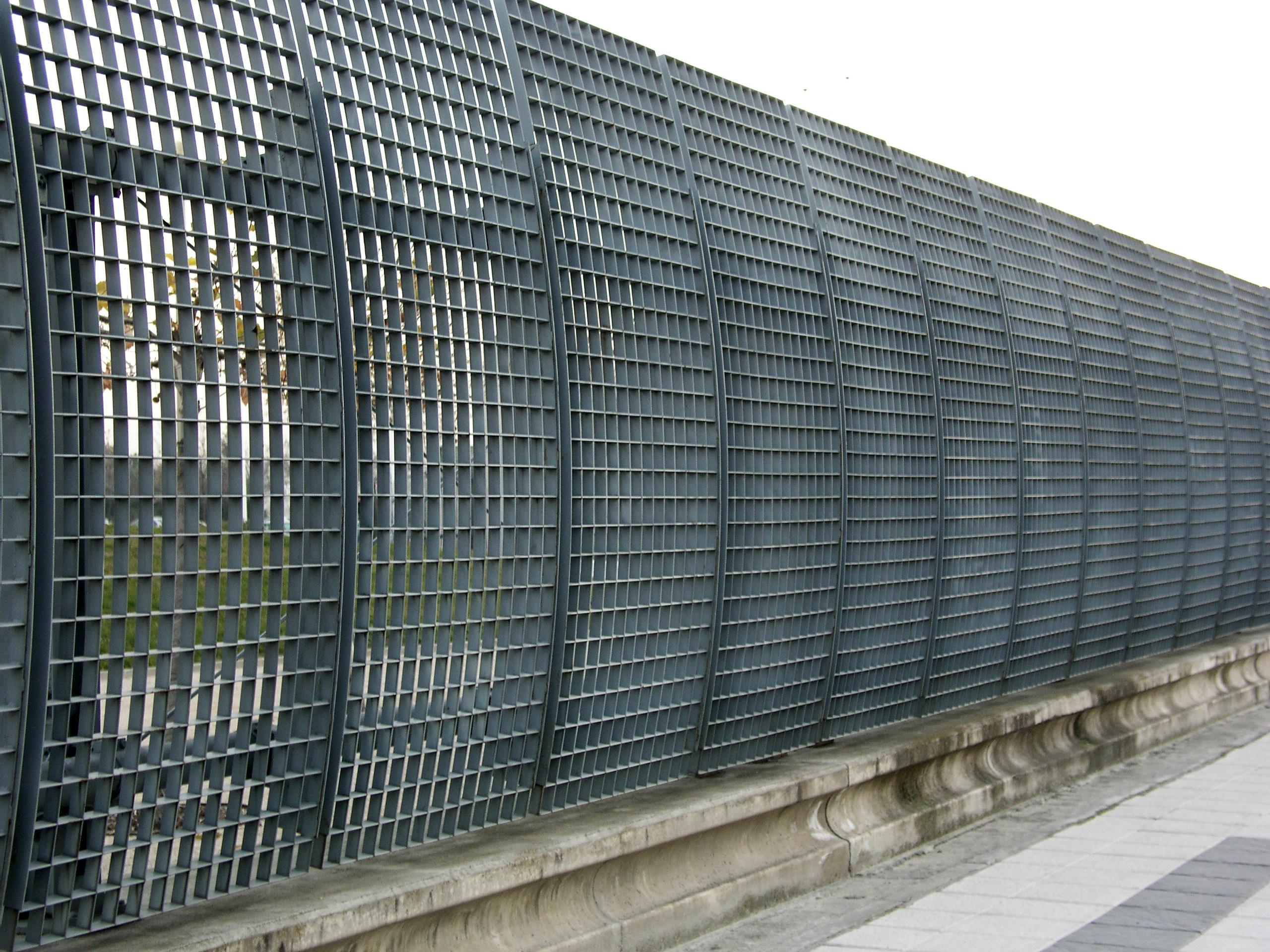
Gitterzaun in Madrid, Spanien

Ein Gitter ist eine gitterförmige Anordnung länglicher Teile in gleichmäßigen Abständen, die zur Absperrung (Absperrgitter) gegen Menschen, Tiere oder Fremdkörper dienen kann. Oft werden zwei gekreuzte Lagen von Einzelteilen verwendet. In der Regel verfügt ein Gitter über eine umlaufende Einfassung. Als Material wird meist Metall verwendet, aber auch Holz, Stein oder Kunststoff kommen zum Einsatz.
Der Ausdruck Gitterwerk bezeichnet weniger den Gegenstand und seine Funktion, sondern vielmehr Struktur und Gefüge vorwiegend dekorativer Gitter und Gittermuster.
Ein horizontales liegendes Gitter wird manchmal auch als Gitterrost oder nur Rost bezeichnet. In der Wasserwirtschaft oder Industrie werden Fremdkörper abhaltende Gitter oft Rechen (einlagig) genannt.

## Geschichte

### Herstellung

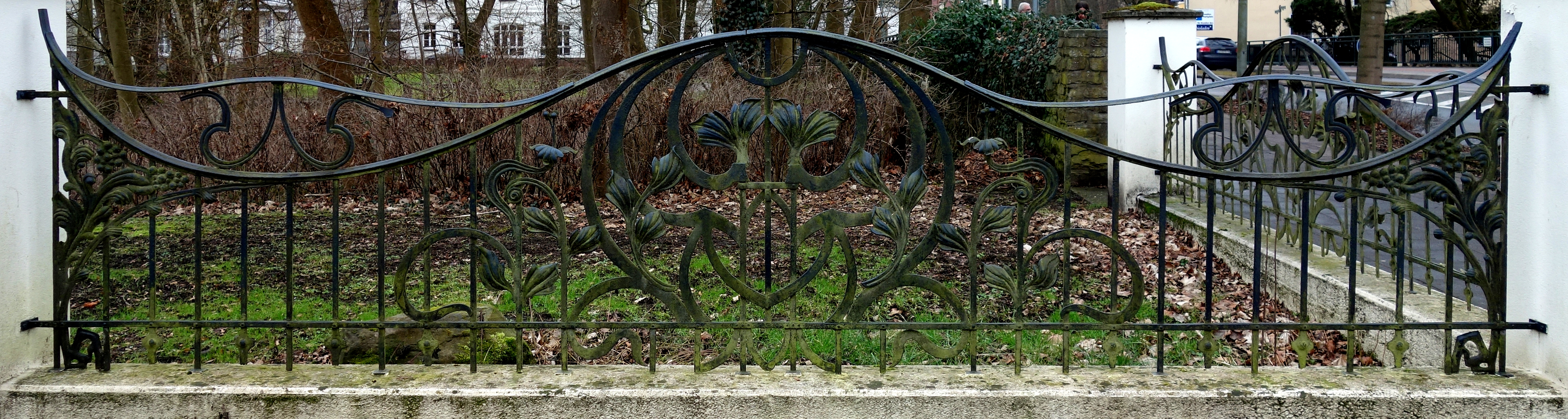
Mit angeschmiedetem Blattwerk verziertes Jugendstil-Gitter vor dem Wuppermannpark in Leverkusen-Schlebusch

Am gewöhnlichsten ist die Verwendung von Schmiede- oder Gusseisen, im Mittelalter auch von Messing. Die aus Metall gefertigten Stäbe, Leisten oder Bänder (Halbzeuge) hielt man an ihren Schneidepunkten durch Bunde zusammen oder sie wurden genietet. In der Verschlingung dieser Stäbe wurde bald eine große Mannigfaltigkeit und Kunstfertigkeit erreicht. Die glatten Stäbe und Bänder wurden dann später mit angeschmiedeten (feuergeschweißten) oder gegossenen Blättern, Blumen, Arabesken, Menschen- und Tierfiguren, auch Grotesken geschmückt, so dass die Gitter schließlich zu einem bedeutsamen Erzeugnis des Kunsthandwerks und mit dem größten Luxus z. B. Vergoldungen ausgestattet wurden.
In heutiger Zeit wird zur Herstellung von Gittern durch Kunstschmiede neben dem niedriglegierten Baustahl auch Weicheisen oder Reineisen und hauptsächlich im süddeutschen Raum, Schweiz und Südtirol auch die Baubronze (Schmiedebronze) verwendet, die sich durch Korrosionsbeständigkeit und schöne Patina auszeichnet.

### Verwendung

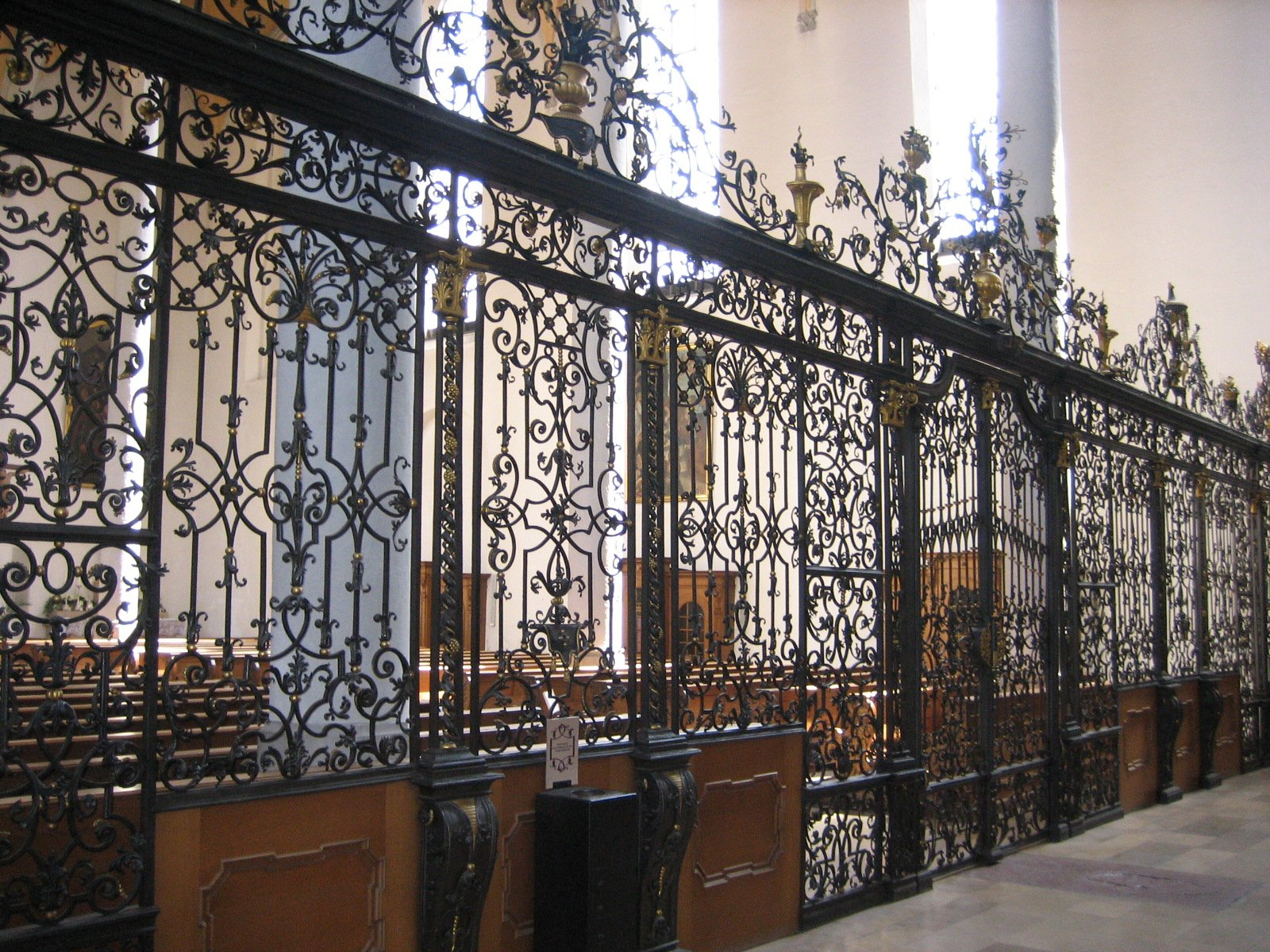
Gitter in der römisch-katholischen Heilig-Kreuz-Kirche in Augsburg

Die Schmiede fertigten Gitter zum Abschluss von Kapellen, in Kirchen, zum Abschluss des Chors von den Schiffen, zur Umfriedigung der Grabdenkmäler in den Kirchen, zur Einfassung von Taufsteinen, Brunnen und öffentlichen Denkmälern an. In der Renaissancezeit wurden die Gitter auch in der Privatarchitektur allgemein und sind es auch bis jetzt in mannigfaltigster Verwendung als Tor-, Tür-, Fenster-, Grab- und Gartengitter geblieben. Zur Belebung der schwarzen Eisenfarbe wird Vergoldung, Verkupferung, Vernickelung usw. benutzt. Neben dem früher am meisten verbreiteten Guss von Gittern hat neuerdings auch wieder die Schmiedekunst bei der Anfertigung von Gittern große künstlerische Erfolge erzielt.
Ein Stanzgitter ist eine durch Stanzen erzeugte flache Struktur.

### Beispiele
Charakteristische Beispiele sind das gotische Gitterwerk am so genannten Quintin-Massys-Brunnen in Antwerpen, die Gitter im Dom zu Freising, das Gitter am Grabmal Karls IV. im Dom zu Prag und das Gitter am Augustusbrunnen in Augsburg.

## Sicherungsmittel
Neben der Verwendung als Ziergegenstand ist das Gitter als Objekt der Sicherheit bzw. Sicherung im Einsatz (siehe Schutzgitter). Vergitterte Fenster und Türen sind bei Gefängnissen und Strafanstalten zur Verhinderung von Ausbruchsversuchen und Sicherstellung der Inhaftierten. Bei anderen Gebäuden (etwa Privathäusern) werden vergitterte Fenster als Sicherheitsmaßnahme zum Schutz vor Einbrechern (Einbruchschutz) eingerichtet. Auch werden Gitterzäune vor schützenswerten Gebäuden aufgezogen. Fachlich richtig hergestellte und fix montierte Gitter erreichen als Einbruchschutz die Widerstandsklasse WK 6, Scheren- und Rollgitter bei entsprechender Montage als Einbruchschutz die Widerstandsklasse WK 3.

## Galerie

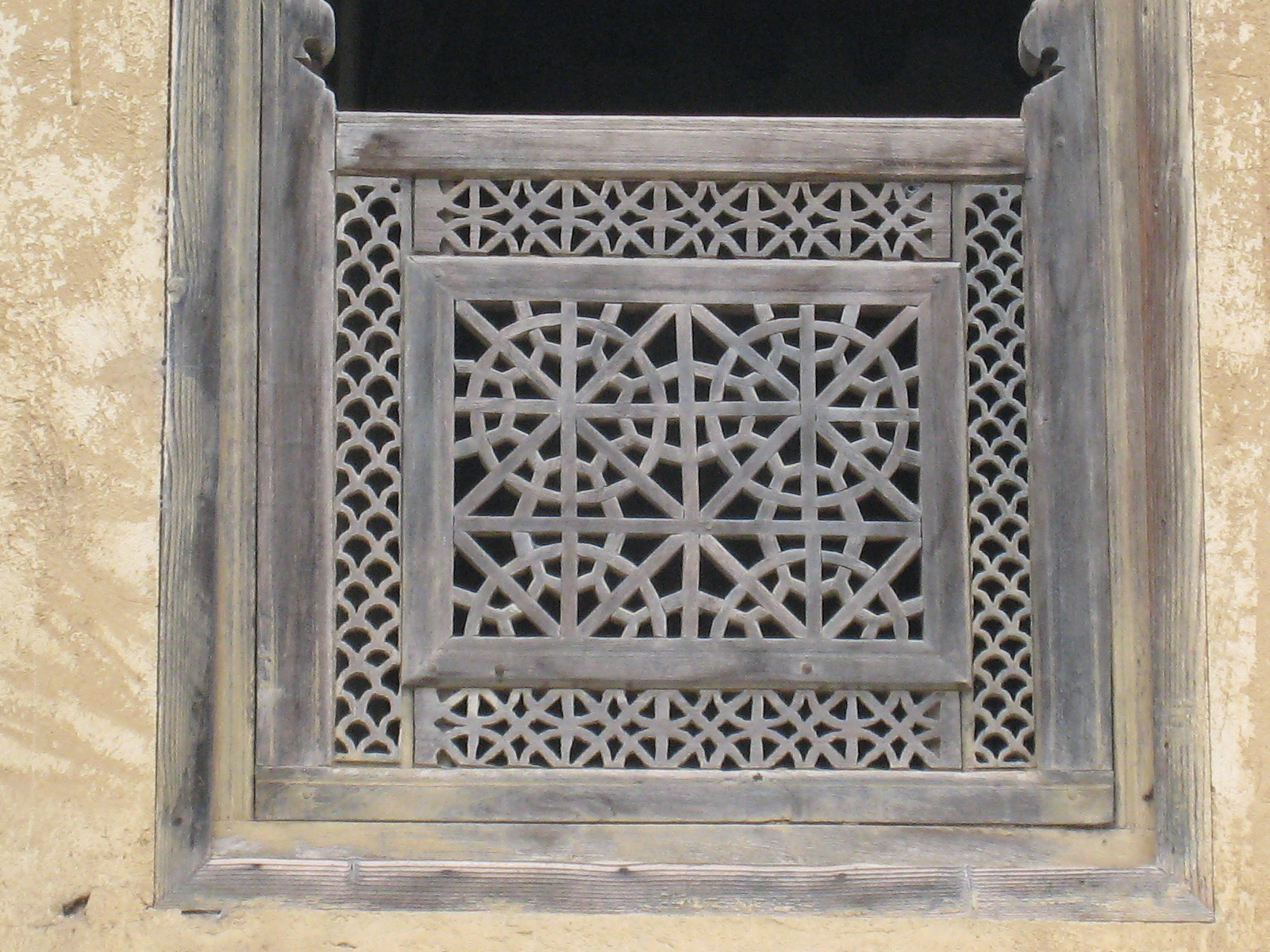
Fenstergitter im Iran
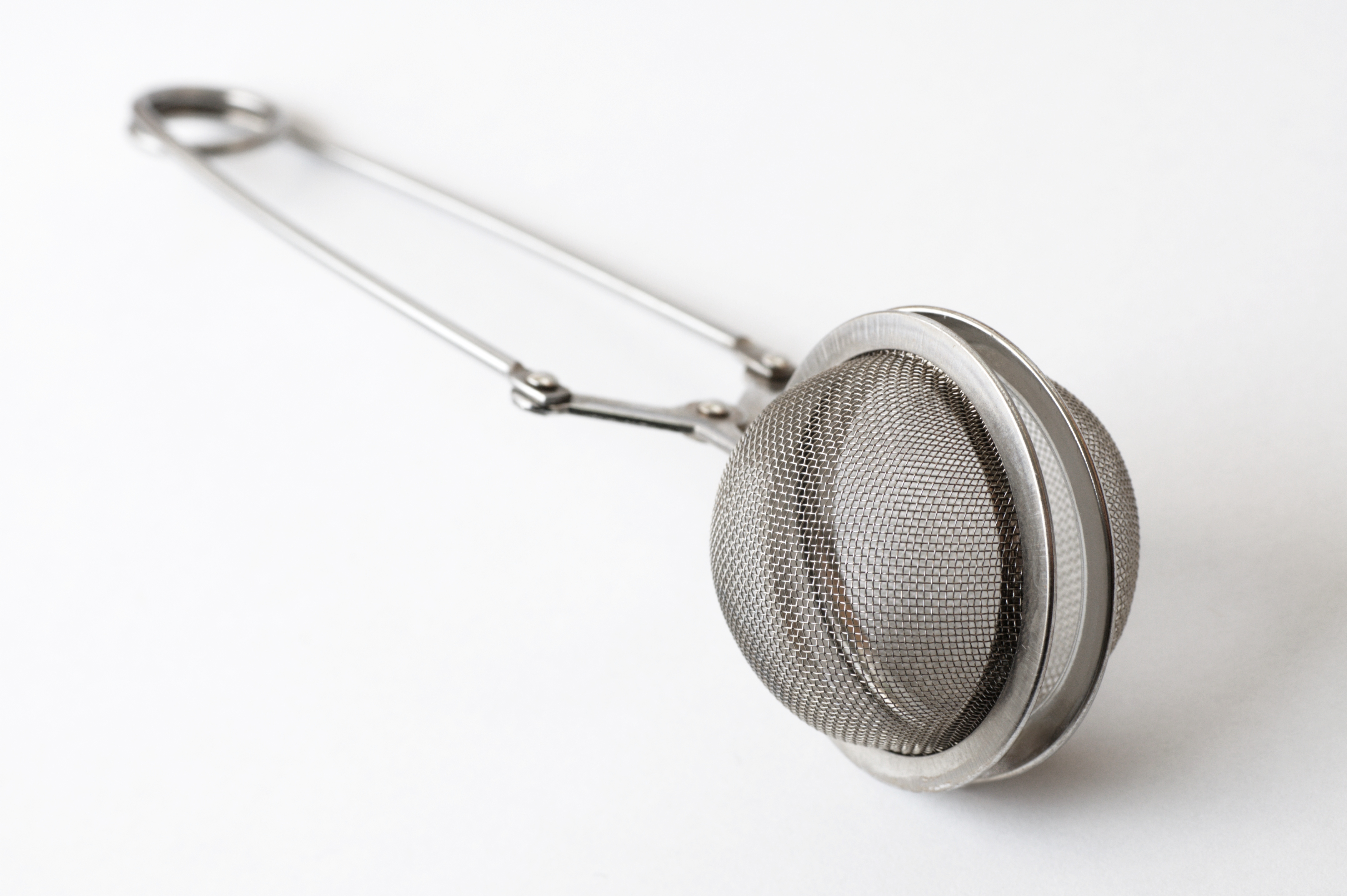
Metallgitter eines Teesiebs
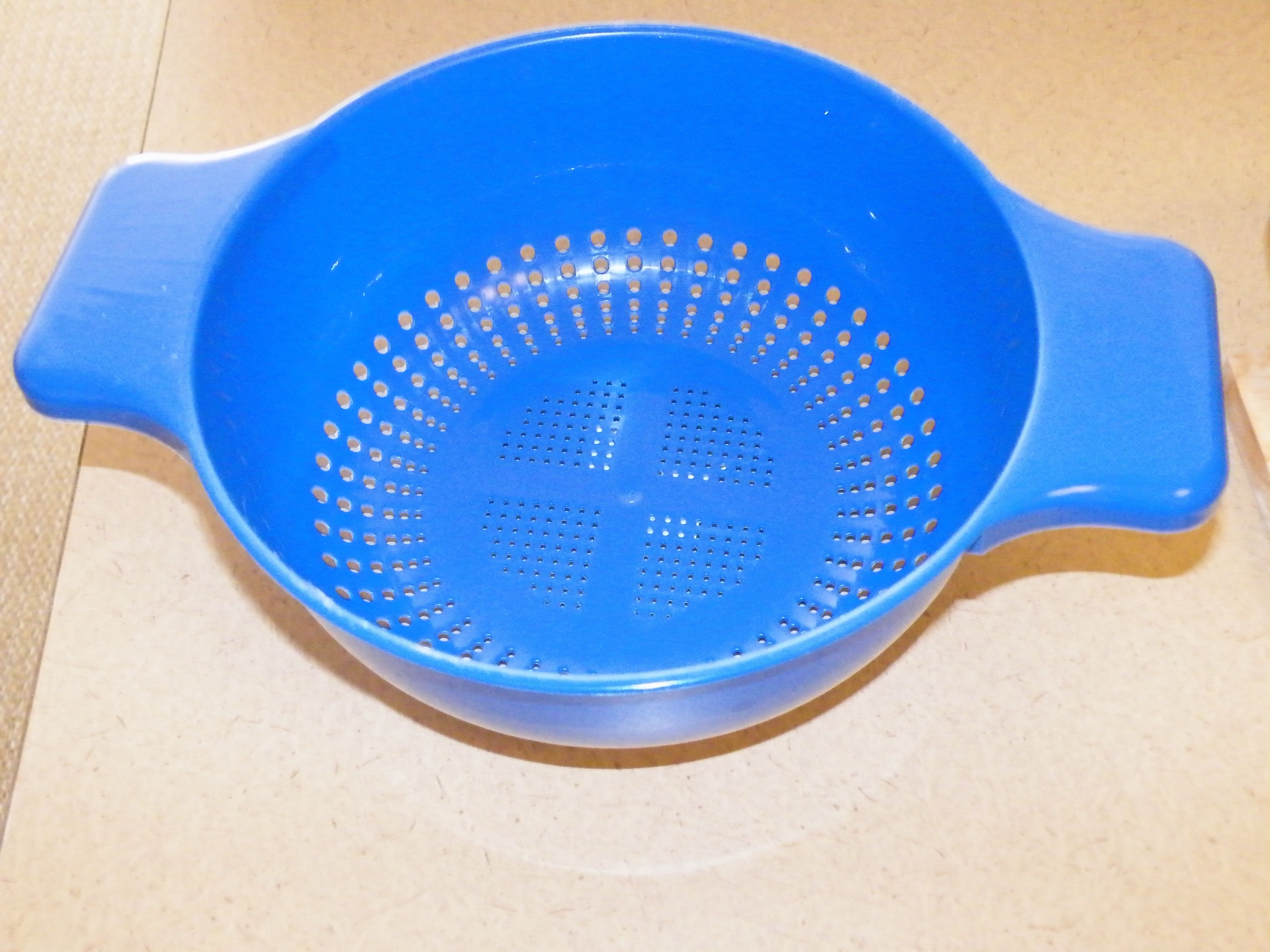
Kunststoffgitter eines Küchensiebs
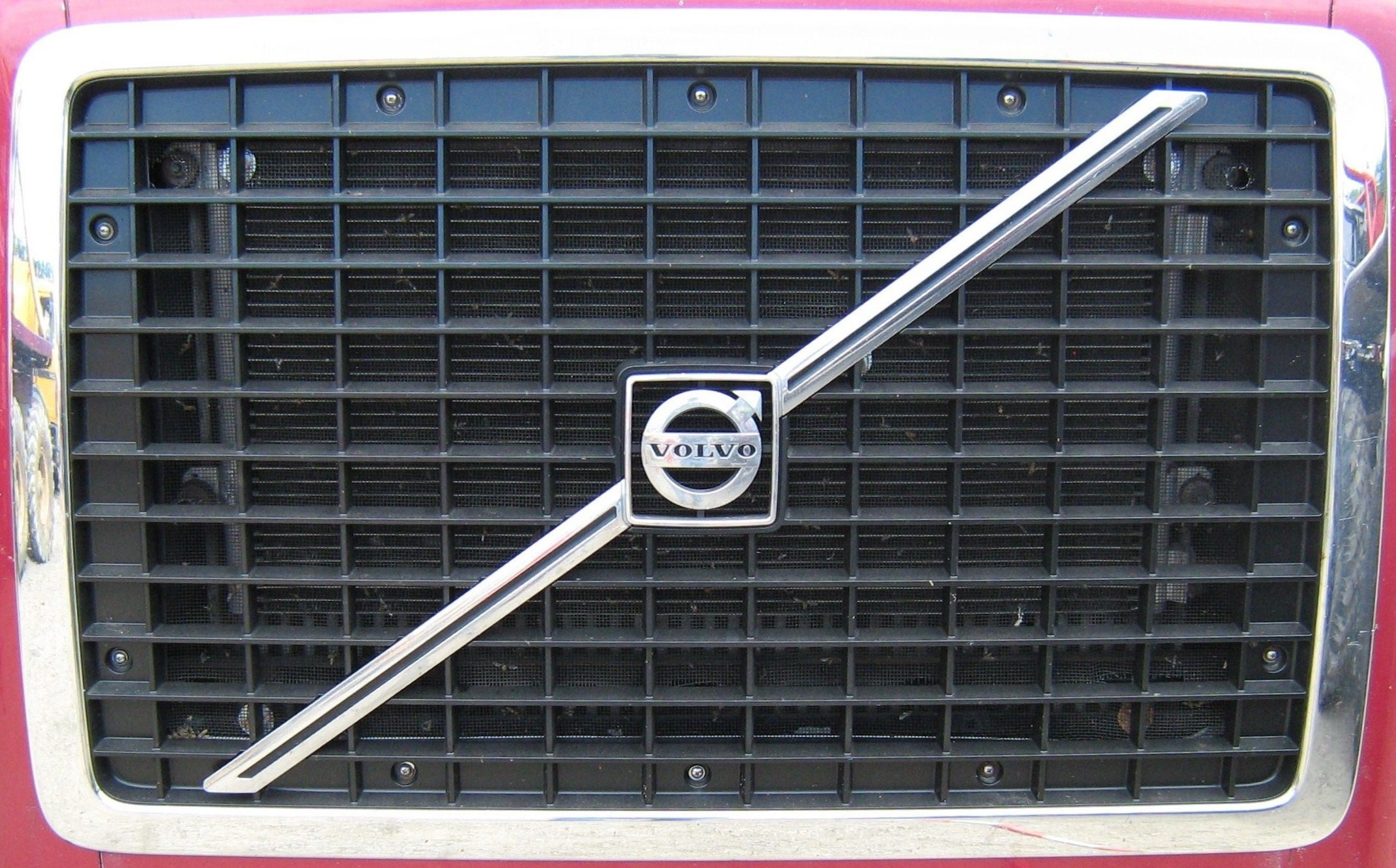
Kunststoffgitter eines Kühlergrills
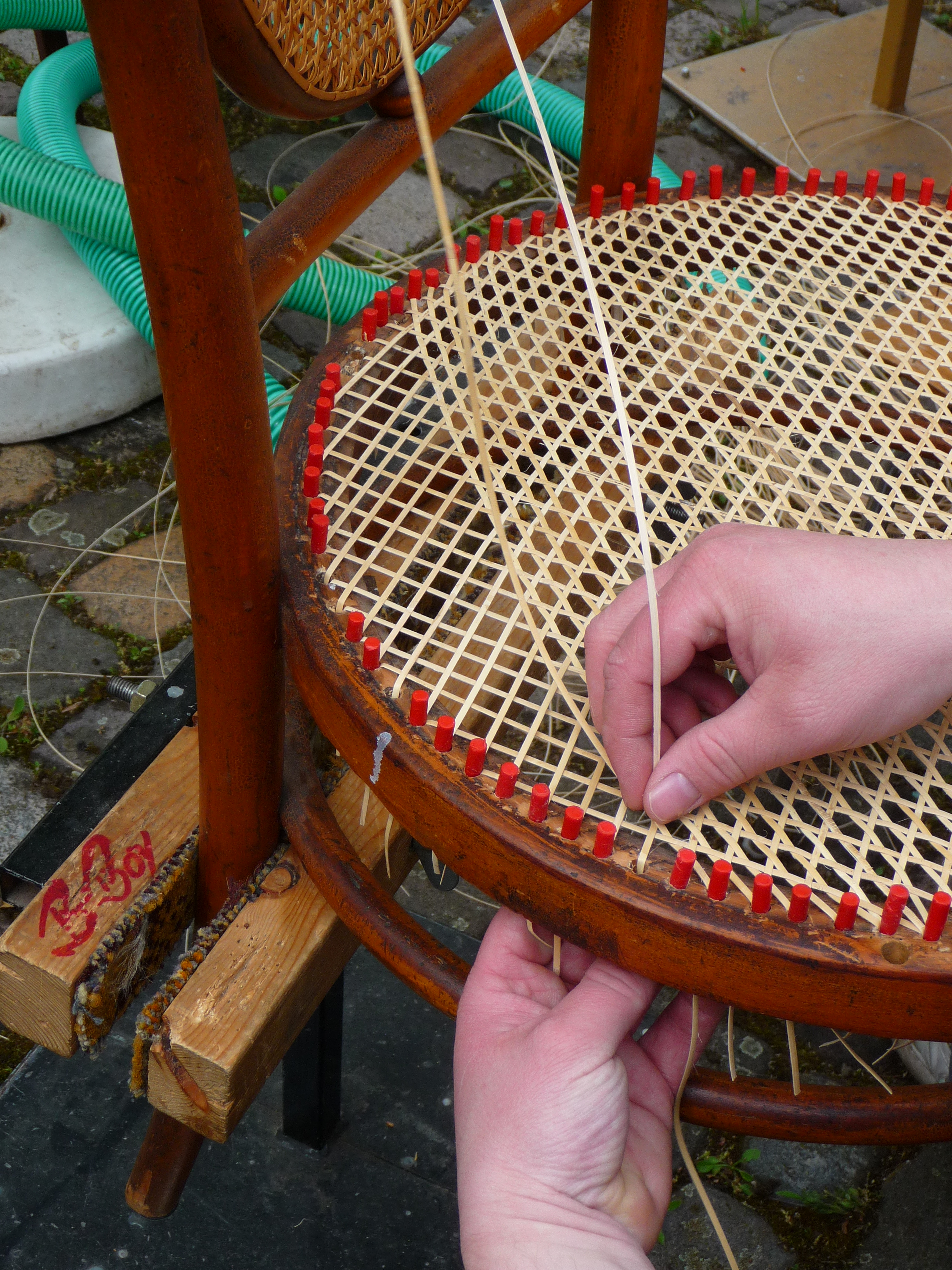
Flechtwerk (aus Rattan)